# Biokovina
Biokovina es un género de foraminífero bentónico la familia Biokovinidae, de la superfamilia Biokovinoidea, del suborden Biokovinina y del orden Loftusiida. Su especie tipo es Biokovina gradacensis. Su rango cronoestratigráfico abarca el Liásico medio (Jurásico inferior).

## Discusión
Clasificaciones previas incluían Biokovina en el suborden Textulariina y en el orden Textulariida.

## Clasificación
Biokovina incluye a la siguiente especie:
- Biokovina gradacensis